# Los bienamados
Los bienamados es una película mexicana de 1965 del género de drama, la cual consta de dos episodios basados en los cuentos Tajimara de Juan García Ponce y Un alma pura de Carlos Fuentes.
Sin embargo, es de hacer notar que esta película es -en realidad- una compilación de los mediometrajes homónimos dirigidos por Juan José Gurrola y Juan Ibáñez respectivamente, los cuales originalmente formaban parte de la cinta antológica Amor, amor, amor (1965) pero que, debido a la ya de por sí extensa duración de esta última, Manuel Barbachano Ponce (quien era el productor de dicha película) decidió separarlos para luego ser reagrupados y presentados como una película independiente, con miras a su estreno comercial.

## Sinopsis
La película narra dos historias sobre la imposibilidad de amar en un mundo moderno lleno de desencanto.

### Primer Episodio:Tajimara
- Dirección: Juan José Gurrola.
- Guion: Juan García Ponce y Juan José Guerra, en base al cuento homónimo de aquel.

Roberto es un traductor freelance de 25 años de edad quien a raíz de reencontrarse con Cecilia, su exnovia de la adolescencia, comienza a reflexionar acerca de su frustrada experiencia amorosa y sexual con ella en ese entonces a la vez que, aprovechando que hace poco se ha divorciado de Guillermo (un amigo en común de ambos con quien Cecilia terminaría perdiendo su virginidad y, eventualmente, casarse) trata de tener intimidad con ella pero sin llegar a consumarla del todo.
Paralelamente también nos enteramos por boca de Roberto de la historia de Carlos y Julia: Dos desprejuiciados hermanos pintores que mantienen una relación más que fraternal y artística y viven y trabajan en un bucólico y alejado lugar llamado Tajimara y, así, ambas parejas tratan de mantener sus respectivas relaciones pero, en contrapartida, poco a poco Tajimara terminará convirtiéndose en el canto del cisne de las mismas cuando, luego de una las tantas fiestas que allí se suceden, Cecilia decide abandonar a Roberto para regresar con su exesposo y, a su vez, Carlos termina renunciando a su vida con Julia debido al -ligeramente apresurado- matrimonio de esta con su novio.
Así, mientras vemos a una Julia más desencajada que feliz en su boda y a un pensativo Carlos apartarse del altar, Roberto aprovecha la ocasión para abandonar discretamente la iglesia mientras recuerda “La destartalada y antigua casa en Tajimara, el estallar de los manzanos e higueras, la voluntaria confusión de los cuadros de Julia y Carlos, y el vacío de las tardes sin Cecilia...”
Por lo que termina preguntándose: “¿Para qué hablar de todo eso?”, concluyendo así este episodio.

### Segundo Episodio:Un alma pura
- Dirección: Juan Ibáñez.
- Guion: Carlos Fuentes y Juan García Ponce, en base al cuento homónimo de aquel.

Juan Luis es un estudiante universitario de clase alta quien para huir de la tediosa vida de ser hijo de un millonario y, muy especialmente, de la cada vez más peligrosa relación más allá de lo fraternal que tiene con su hermana Claudia, decide aceptar un puesto de trabajo en la sede de la Organización de las Naciones Unidas y terminar allí su carrera. Ya instalado en  Nueva York la vida de Juan Luis se mantiene sin muchos sobresaltos entre su trabajo, sus estudios y algún que otro romance hasta que, un buen día, él conoce en su trabajo a Clara, una hermosa joven que tiene un sorprendente parecido físico con Claudia y ambos no tardan en volverse amantes, por lo que termina distanciándose de ésta.
Sin embargo, las cosas se complican para la pareja cuando Clara queda embarazada ya que, aunque Juan Luis está dispuesto a casarse, su padre termina desheredándolo y, temeroso por el futuro, le propone a su prometida que aborte. Clara accede pero, con el paso del tiempo, termina hundiéndose en una gran depresión que la llevará al suicidio y vemos que, al momento de su muerte, deja caer de sus manos una carta. Cuando Juan Luis va a reclamar el cadáver de su esposa, él se queda impactado al descubrir entre sus pertenencias dicha carta y, sintiéndose culpable por su muerte, también termina quitándose la vida.
Poco después Claudia viaja a Nueva York para repatriar el cadáver de su hermano y, mientras espera el vuelo de regreso a Ciudad de México, se encuentra con el indignado padre de su cuñada, quien le entrega a Claudia la misiva y, por boca de este, nos enteramos que la misma había sido escrita por el mismo Juan Luis a Clara antes del suicidio de esta por lo que, mientras aborda el avión, Claudia se cuestiona a sí misma por haber provocado indirectamente ambas muertes para luego romper la carta sin llegar a leerla y arrojar los desperdicios al suelo, finalizando así la película.

## Elenco

### Primer Episodio:Tajimara
- Pilar Pellicer ... Cecilia
- Claudio Obregón ... Roberto
- Pixie Hopkin ... Julia
- Mauricio Davidson ... Carlos
- Beatriz Sheridan ... Clara
- Luis Lomelí ... Guillermo
- Susana Fisher ... Cecilia a los 15 años
- Tamara Garina ... Invitada en la fiesta
- Joaquín Xirau ... Roberto a los 15 años
- José Alonso ... Guillermo a los 15 años
- Tomás Segovia ... Novio de Julia (no aparece en los créditos)
- Elda Londoño ... Maestra de Cecilia (no aparece en los créditos)
- Lucía Guilmáin ... Chica que baila con Carlos en la fiesta (no aparece en los créditos)
- Juan Ferrara ... Invitado en la fiesta (no aparece en los créditos)
- Carlos Monsiváis ... Invitado en la fiesta (no aparece en los créditos)
- Michel Strauss ... Invitado en la fiesta (no aparece en los créditos)
- Patricia Kuntsman ... Invitada en la fiesta (no aparece en los créditos)
- Juan Manuel González ... Invitado en la fiesta (no aparece en los créditos)
- María Antonieta Domínguez ... Invitada en la fiesta (no aparece en los créditos)
- Lilia Carrillo ... Invitada en la fiesta (no aparece en los créditos)
- Juan Vicente Melo ... Invitado en la fiesta (no aparece en los créditos)
- Juan García Ponce ... Invitado en la fiesta (no aparece en los créditos)
- Fernando García Ponce ... Invitado en la fiesta (no aparece en los créditos)
- Manuel Felguérez ... Invitado en la fiesta (no aparece en los créditos)
- Sally de Swan ... Invitada en la fiesta (no aparece en los créditos)
- Silvia de Swan ... Invitada en la fiesta (no aparece en los créditos)
- Mercedes Oteyza ... Invitada en la fiesta (no aparece en los créditos)
- Maka Strauss ... Invitada en la fiesta (no aparece en los créditos)
- Hugo Velázquez ... Invitado en la fiesta (no aparece en los créditos)
- Michele Alban ... Invitada en la fiesta (no aparece en los créditos)

### Segundo Episodio:Un alma pura
- Enrique Rocha ... Juan Luis
- Arabella Árbenz ... Claudia / Clara
- Leonora Carrington ... Madre de Claudia y Juan Luis
- Aldo Morante ... Padre de Claudia y Juan Luis
- Mona Moore
- Victoria Huston
- Sally Belfrage ... Ella misma
- Mercedes Ospina ... Ella misma
- Coleen Bennet
- Viet Gentry ... Padre de Clara
- Erika Carlsson ... Ella misma
- Dolores Linares ... Prostituta
- Pamela Hall
- Carlos Monsiváis
- Constancia Calderón
- Carol Southern ... Jane
- Carl Brandt ... Él mismo
- C. D. B. Brandt
- Frank Conroy ... Él mismo
- Olivia Delgado ... Ella misma
- José Donoso ... Él mismo
- Jason Epstein ... Él mismo
- Bernard Farber ... Él mismo
- Jules Feiffer ... Él mismo
- Juan García Ponce ... Él mismo
- Hans Koningsberger ... Él mismo
- Lee Johnson ... Él mismo
- John Philip Marquand ... Él mismo
- Norman Podhoretz ... Él mismo
- Jack Richardson ... Él mismo
- Harold Steinberg ... Él mismo
- Sandy Stoddard ... Ella misma
- William Styron ... Él mismo
- Eddy Torres ... Él mismo
- Derek Washburn ... Él mismo
- Sergio Aragonés ... Él mismo (no aparece en los créditos)
- Bruce Jay Friedman ... Él mismo (no aparece en los créditos)
- Wendy Sandford (no aparece en los créditos)
- Carlos Fuentes (no aparece en los créditos)
- Juan Ibáñez (no aparece en los créditos)
- José Luis Ibáñez (no aparece en los créditos)
- Nelson Aldrich ... Él mismo (no aparece en los créditos)
- Adil ... Él mismo (no aparece en los créditos)

## Premios y nominaciones
Tercer lugar en el I Concurso de Cine Experimental (1965) (como parte de la película Amor, amor, amor).
Mención de Honor para Pixie Hopkin en el I Concurso de Cine Experimental (1965).

## Producción
La película Los bienamados fue estrenada el 2 de septiembre de 1965 en el ya desaparecido Cine Regis de Ciudad de México y significaron, además, los respectivos debuts cinematográficos de los directores de teatro Juan José Gurrola y Juan Ibáñez.
El cuento de Juan García Ponce “Tajimara”, por el cual se realizó el mediometraje del mismo nombre de Juan José Gurrola, forma parte de la antología de cuentos La noche (1963) y, por su parte, “Un alma pura” de Juan Ibáñez, basado en el cuento homónimo de Carlos Fuentes, se incluye en su antología Cantar de ciegos (1964).
Entre las locaciones utilizadas para el episodio de Tajimara también se incluye el -entonces recién inaugurado- Museo de Arte Moderno de México localizado dentro del Bosque de Chapultepec en la Ciudad de México. Por su parte, el episodio de Un alma pura fue filmado entre Ciudad de México, Cuernavaca, Acapulco y Nueva York.
El episodio de Tajimara significó el debut actoral de Juan Ferrara, así como de su hermana Lucía Guilmáin y de un jovencísimo José Alonso (con apenas 18 años de edad al momento de la filmación) quienes interpretan a uno de los invitados en la fiesta de despedida de soltera de Julia, la chica misteriosa que baila con Carlos en dicha fiesta y a Guillermo en su adolescencia, respectivamente.
Por otra parte Tajimara también significó el debut cinematográfico de la actriz, cantante y vestuarista británica Pixie Hopkin quien, durante un festival de teatro celebrado en Dallas en 1962 conocería allí a Juan José Gurrola, con quién terminaría casándose poco después y, ya residenciada en México, Hopkin también trabajaría en otras películas del llamado “Cine de aliento” como Mariana (1967), Narda o El Verano (1968) y Patsy, mi amor (1969). Posteriormente, a comienzos de la década de 1970 y tras divorciarse de Gurrola, Hopkin abandonó el mundo del espectáculo para incursionar como empresaria de moda y cosmética obteniendo un gran éxito y, además, terminó convirtiéndose una de las precursoras en México del actual sistema de franquicias.
Arabella Árbenz (1940-1965), quien hizo el doble papel de Claudia y Clara en el episodio Un alma pura, además de ser la hija mayor del expresidente guatemalteco Jacobo Árbenz era una reconocida modelo internacional cuando filmó dicho episodio que, a la postre, significó su debut como actriz. Sin embargo, luego de la filmación y tras una serie de incidentes personales que derivaron en su notificación de expulsión de México por parte del entonces presidente Gustavo Díaz Ordaz, se casó con el torero y actor mexicano Jaime Bravo (quien, por cierto, aún se encontraba en pleno proceso de divorcio de su cuarta esposa, la actriz estadounidense Ann Robinson) el 24 de septiembre de 1965, poco antes de que éste viajara a Bogotá para iniciar una gira taurina por Suramérica; pero a raíz de un desastroso y muy criticado debut por parte del diestro en la plaza de toros de la capital colombiana, así como una fuerte discusión de la pareja tras una cena en un lujoso restaurante de esa ciudad al tratar de convencerlo de abandonar la tauromaquia, Árbenz -quien contaba apenas con 25 años de edad- terminó suicidándose de un tiro en la sien con su pistola el 5 de octubre de 1965, a escasos 12 días de su matrimonio con el matador.
Tanto Juan Ferrara como José Alonso aparecen en los créditos del mediometraje Tajimara como Juan Guilmáin y José Alonso Cepeda (el nombre real del futuro primer actor), respectivamente.
La fotografía del episodio Un alma pura estuvo a cargo de Gabriel Figueroa. 
Tanto en Tajimara como en Un alma pura aparecen, bien sea como actores o extras (y, en algunos casos, cameos) diversos personajes famosos o conocidos de la cultura y el arte del México de la época como Tomás Segovia, Lilia Carrillo, Juan Vicente Melo, Juan y Fernando García Ponce, Manuel Felguérez, Hugo Velázquez, Leonora Carrington, Carlos Monsiváis y Carlos Fuentes, así como también otros más a nivel internacional como Sergio Aragonés, 
José Donoso, Jules Feiffer, Sally Belfrage, Erika Carlsson, Hans Koningsberger y William Styron, entre muchos otros.
La película Los bienamados -y muy especialmente el segmento de “Tajimara”, el cual es considerado por la crítica como el más interesante y mejor logrado de este díptico- actualmente posee la categoría de cinta de culto, ya que es la primera película mexicana en donde se adaptan los códigos fílmicos de realizadores europeos de la época tales como Federico Fellini, Michelangelo Antonioni, Jean-Luc Godard y Alain Resnais al contexto sociocultural de ese país y, más concretamente, en entornos de clases alta y media alta, en contraste con lo que se hacía hasta ese momento en el cine mexicano (el cual se enfocaba más bien en entornos rurales, históricos o de clases populares).
Se dice que la escena de desnudo de Arabella Árbenz que aparece en el mediometraje Un alma pura (concretamente en donde el personaje de Clara camina desde su habitación hacia el baño para suicidarse) fue la primera de ese tipo realizada por una actriz guatemalteca.
A diferencia de su versión fílmica, el cuento “Tajimara” es mucho más explícito en las descripciones de los encuentros sexuales entre Roberto y Cecilia (aparte de que, en esta narración, ambos personajes sí llegan a consumar el acto sexual) y, por otra parte, la trama de “Un alma pura” transcurre en Ginebra y no en Nueva York, como aparece en la versión cinematográfica. 
Los futuros realizadores Julián Pastor, Jorge Fons y Rafael Corkidi trabajaron en esta película como asistentes de dirección (en Tajimara y Un alma pura, respectivamente) y operador de cámara (como fue el caso de Corkidi en la ya citada Tajimara).
Según una nota publicada por el diario colombiano El Tiempo tras la muerte de Arabella Árbenz, se reveló que ella habría estado en conversaciones para filmar en ese país una película basada en la novela “Viento seco” (1953) de Daniel Caicedo, sobre la tristemente célebre Masacre de Ceilán, ocurrida durante el llamado período de La Violencia (1948-1958), sin embargo dicho proyecto nunca llegaría a realizarse.
Es de hacer notar que en el episodio Tajimara, aparte de la música compuesta por Manuel Henríquez para el mismo, también suenan las piezas:
- “A Kiss To Build A Dream On”, interpretada por la orquesta de Hugo Winterhalter (en la secuencia cuando Roberto recuerda sus años de adolescente junto a Cecilia y Guillermo, estando ellos tres en una pista de patinaje sobre hielo);

- “Do You Ever Think Of Me?”, interpretada por la orquesta de Billy May (en la secuencia cuando Clara y Julia hacen una divertida coreografía en una fiesta en casa de esta última pero que, a la mitad de la misma, Julia la abandona y Clara es quien la termina) y

- “Anyone Who Had a Heart”, interpretada por la cantante británica Cilla Black -y no por Dionne Warwick, como erróneamente se cree-  (primero en una versión al piano en la escena cuando una despechada y borracha Cecilia decide irse con Roberto de una fiesta luego de un imprevisto reencuentro con Guillermo en la celebración y, posteriormente, la canción completa en la secuencia de la boda de Julia, con la que se termina dicho episodio).

Las cuales, por cierto, coinciden en sus letras con las respectivas situaciones planteadas en cada una de las secuencias.